# Friedrich-Jobst Volckamer von Kirchensittenbach
Friedrich-Jobst Volckamer von Kirchensittenbach (16 avril 1894 à Oberstdorf - 3 avril 1989 à Munich) est un General der Gebirgstruppe allemand qui a servi au sein de la Wehrmacht dans la Heer pendant la Seconde Guerre mondiale.
Il a été récipiendaire de la croix de chevalier de la Croix de fer. Cette décoration est attribuée pour récompenser un acte d'une extrême bravoure sur le champ de bataille ou un commandement militaire avec succès.

## Biographie
Friedrich Jobst Volckamer von Kirchensittenbach est le fils du douanier Jakob Albin Friedrich Christoph Jobst Volckamer von Kirchensittenbach (de) et de son épouse Emma, née Klapper (morte en 1914). Le 26 juillet 1925, il épouse Irmgard Marie Emma von Eyb (de) (née le 17 mai 1899 et morte le 25 juillet 1989), fille du Bezirksamtmann Kurt von Eyb (de).
Armée bavaroise
Après avoir obtenu son baccalauréat (15 juillet 1913), il s'engage le 1er octobre 1913 comme volontaire d'un an dans la 7e compagnie du 19e régiment d'infanterie royal bavarois (de) de l'armée bavaroise.
Friedrich-Jobst Volckamer von Kirchensittenbach est capturé par l'Armée rouge dans la poche de Courlande en mai 1945. Condamné comme criminel de guerre en Union soviétique, il y est détenu jusqu’en 1955.

## Décorations
- Croix de fer (1914)
  - 2e Classe
  - 1re Classe
- Croix d'honneur
- Agrafe de la Croix de fer (1939)
  - 2e Classe
  - 1re Classe
- Insigne de combat d'infanterie
- Croix allemande en Or (3 novembre 1943)
- Croix de chevalier de la Croix de fer
  - Croix de chevalier le 26 mars 1944 en tant que Generalleutnant et commandant de la 8. Jäger Division[1]
- Mentionné dans le bulletin quotidien radiophonique Wehrmachtbericht le 11 avril 1944